# Pseudodoassansia
Pseudodoassansia är ett släkte av svampar. Pseudodoassansia ingår i familjen Doassansiaceae, ordningen Doassansiales, klassen Exobasidiomycetes, divisionen basidiesvampar och riket svampar.
|                  | Doassansia                                                                                 |
|                  |                                                                                            |
|                  | Burrillia                                                                                  |
|                  |                                                                                            |
|                  | Pseudodermatosorus                                                                         |
|                  |                                                                                            |
|                  | Entylomaster                                                                               |
|                  |                                                                                            |
| Pseudodoassansia | \| \| Pseudodoassansia obscura \| \| \| \| \| \| Pseudodoassansia hydrocleydis \| \| \| \| |
|                  | \| \| Pseudodoassansia obscura \| \| \| \| \| \| Pseudodoassansia hydrocleydis \| \| \| \| |
|                  | Pseudotracya                                                                               |
|                  |                                                                                            |
|                  | Heterodoassansia                                                                           |
|                  |                                                                                            |
|                  | Doassinga                                                                                  |
|                  |                                                                                            |
|                  | Tracya                                                                                     |
|                  |                                                                                            |
|                  | Narasimhania                                                                               |
|                  |                                                                                            |
|                  | Nannfeldtiomyces                                                                           |
|                  |                                                                                            |
|                  | Pseudodoassansia obscura                                                                   |
|                  |                                                                                            |
|                  | Pseudodoassansia hydrocleydis                                                              |
|                  |                                                                                            |

|  | Pseudodoassansia obscura      |
|  |                               |
|  | Pseudodoassansia hydrocleydis |
|  |                               |